# End of the Century: The Story of the Ramones
Pour plus de détails, voir Fiche technique et Distribution.
End of the Century: The Story of the Ramones est un film documentaire réalisé en 2003 par Jim Fields et Michael Gramaglia, deux fans du groupe punk rock The Ramones. Réalisé à partir d'archives vidéo et de plusieurs interviews réalisés avec les musiciens ayant fait partie du groupe à différentes époques, le documentaire retrace les 22 ans d'existence du groupe punk américain le plus connu de l'histoire de ce mouvement.

## Fiche technique
- Titre : End of the Century
- Réalisation : Jim Fields, Michael Gramaglia
- Photographie : David Bowles, Jim Fields, John Gramaglia, Michael Gramaglia, Peter Hawkins et George Seminara
- Montage : Jim Fields et John Gramaglia
- Production : Jim Fields, Michael Gramaglia et George Seminara
- Société de production : Chinagraph, Gugat Films et Kessel Brothers International
- Société de distribution : Magnolia Pictures (États-Unis)
- Pays :  États-Unis
- Genre : Documentaire
- Durée : 110 minutes
- Dates de sortie : 
  - États-Unis : 19 janvier 2003 (Slamdance Film Festival)

## Production
Fields et Gramaglia ont entrepris leur projet de documentaire en 1994. Leur intention était de suivre le groupe en tournée et de documenter celle-ci pendant une année, mais ils se heurtèrent à des difficultés causées par la gérance du groupe. Ce n'est qu'en 1998, deux ans après la dissolution des Ramones, que le duo reprit le projet. La première projection de « End of the Century: The Story of the Ramones » eut lieu en 2003, dans une version plus longue, éventuellement raccourcie d'une heure et présentée dans sa version finale en 2005 au Festival du film de Berlin, en Allemagne.
Les deux cinéastes amateurs, qui n'avaient précédemment aucune expérience en cinéma, disent avoir eu énormément de difficulté à conclure le projet, puisqu'ils ont dû composer avec les récriminations fréquentes du bassiste original Dee Dee Ramone et du guitariste Johnny Ramone. Ce dernier, malade, a éventuellement renoncé à donner ou non son accord à différentes parties du documentaire. Gramaglia et Field ont cependant eu du fil à retordre avec la succession du chanteur Joey Ramone, décédé en 2001. Le projet faillit être abandonné par les réalisateurs.

## Contenu
End of the Century: The Story of the Ramones contient entre autres des interviews avec Joey, Dee Dee et Johnny, décédés respectivement en 2001, 2002 et 2004. Jim Fields et Michael Gramaglia obtinrent également pour les besoins de leur film ce qui s'avéra être la dernière interview accordée par le leader de The Clash, Joe Strummer, qui succombait à un arrêt cardiaque en décembre 2002.
Le film est paru en format DVD le 9 août 2005.